# Peter Ammon (Fotograf)
Peter Ammon (* 12. Mai 1924 in Luzern) ist ein Schweizer Fotograf.

## Leben
Peter Ammon wollte anfänglich Bildhauer werden und besuchte deshalb 1940/1941 die Kunstgewerbeschule in Luzern und die Buchbinder Bürgisser ebendort. Ab 1942 absolvierte er bei dem Luzerner Fotografen Franz Schneider eine Fotografenlehre. Nach der Abschlussprüfung war er Mai/Juni 1945 in der Rekrutenschule und im aktiven Militärdienst bis Kriegsende. Danach arbeitete er bei von Roll in der Klus bei Balsthal als Industriefotograf. 1949, mit knapp 25 Jahren, eröffnete er in Luzern ein eigenes Studio, das er bis 1990 führte. 1952 machte er in Vevey die Meisterprüfung und ab 1959 war er aushilfsweise als Berufslehrer an der Gewerbeschule Luzern tätig. Zu seinen Auftraggebern gehörten Architekten, Industrie, Denkmalpflege und das Theater. 
Seit 1991 lebt er in Saint-Julien-de-Peyrolas in Frankreich. 2024 feierte er seinen hundertsten Geburtstag. Sein Sohn Emanuel Ammon ist ebenfalls Fotograf.

## Arbeit
In den 1952er Jahren kam Peter Ammon an 4 × 5 Zoll-Farbfilme aus den USA, mit denen er Reportagen über das ländliche Leben in der Schweiz machte. Diese Arbeiten sind in der Schweiz einzigartig. Das erste Auftauchen von 4 × 5 Zoll-Farbfilmen wird in der Schweiz auf 1958 gesetzt. Die zwischen 1952 und 1962 entstandene, aus heute noch 160 existierenden Dias bestehende Serie ist daher von grossem dokumentarischen und fotografiegeschichtlichen Wert.

## Arbeitsbereiche
- Sachfotografie, Industriefotografie, Dokumentarfotografie

## Publikationen
- «sehen denken», 2010, AURA Fotobuchverlag Luzern, ISBN 978-3-9523375-3-0
- «Schweizer Bergleben um 1950», 2006, AURA Fotobuchverlag Luzern, ISBN 978-3-033-00875-5

## Ausstellungen
- Nidwaldner Museum Höfli, Stans NW 2006
- Historisches- und Völkerkundemuseum, St. Gallen 2008/09
- Ritterhaus Bubikon ZH 2010
- Kunstmuseum Thun BE 2011 (Gruppenausstellung)
- Heimatmuseum Habkern BE 2011/12
- Galerie F5 Luzern 2011 (Gruppenausstellung mit Sohn Emanuel und Enkel Gabriel)
- Museum Regiunal Surselva, Ilanz GR 2013/14
- Forum Schweizer Geschichte Schwyz, (Schweizerisches Nationalmuseum) 2016/2017
- Museo di Blenio 2017